# Юрченко Станіслав В'ячеславович
Станісла́в В'ячесла́вович Ю́рченко — український журналіст, фотограф, радіоведучий та блогер. Фотографував для київського андеграундного театру PostPlay. Нагороджений орденом «За заслуги» ІІІ ступеня.

## Життєпис
Народився в Керчі. З 2011 року працює журналістом. Працював у виданні «Аргументи тижня — Крим» в Сімферополі. Висвітлював події анексії Криму 2014 року. Після заснування проєкту «Крим.Реалії» у березні 2014 року долучився до нового ЗМІ, де працював фотографом, а згодом як координатор спецпроєктів. Серед його проєктів — фільм «Крим. Нескорений».
З 2019 року — більдредактор видання «Ґрати» (головний редактор — Антон Наумлюк), яке спеціалізується на судовій журналістиці. Висвітлює російське вторгнення в Україну 2022 року.

## Нагорода
- Орден «За заслуги» ІІІ ступеня (6 червня 2022) — «за вагомий особистий внесок у розвиток вітчизняної журналістики та інформаційної сфери, мужність і самовідданість, виявлені під час висвітлення подій повномасштабного вторгнення Російської Федерації на територію України, багаторічну сумлінну працю та високу професійну майстерність»[6]